# Inkoustová tiskárna

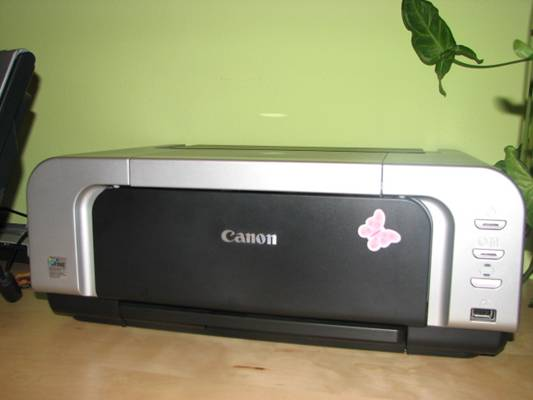
Inkoustová tiskárna Canon Pixma 4200

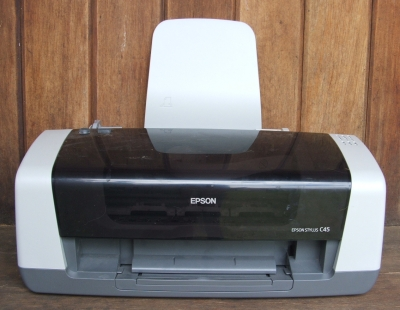
Epson C45

Inkoustová tiskárna je druh počítačových tiskáren používaných v domácnostech a firmách.

## Historie
Snaha nahradit nekvalitní grafický tisk jehličkových tiskáren se objevila už v 70. letech. S nápadem na inkoustovou tiskárnu přišli nezávisle na sobě Ichiro Endo ze společnosti Canon a John Vaught ze společnosti HP. Konstruktéři se ale potýkali s těžce řešitelnými problémy jako zasycháním inkoustu v tiskové hlavě či nedostatečné kontrole toku inkoustu. S pokrokem výrobní technologie se ale tyto vady podařilo zažehnat.
Když se pak počátkem 90. let cena inkoustových tiskáren dostala na přijatelnou úroveň, staly se, především kvůli možnosti barevného tisku, na celém světě oblíbeným a častým druhem tiskáren jak v domácnostech, tak i pro kancelářské užití.

## Princip tisku
Princip tisku je založen na tom, že inkoust je na papír vymršťován velkou rychlostí v podobě kapek o velikosti 35 pl (pikolitr = 10−12 l). Objem kapek má na kvalitu tisku velký vliv. Některé tiskárny mají funkci měnitelného objemu kapek. Rychlost kapek se pohybuje mezi 50 a 100 km/h, vzdálenost mezi listem papíru a tiskovou hlavou je zhruba 1 mm.

## Typy tiskáren
V současnosti rozlišujeme tři druhy inkoustových tiskáren:
1. termální
2. piezoelektrické
3. voskové

### Termální inkoustové tiskárny
V termální inkoustové tiskárně pracuje tisková hlava s tepelnými tělísky zahřívajícími inkoust. Při zahřátí vznikne v trysce bublina, která způsobí vymrštění inkoustové kapky na papír. Tryska se musí rychle zahřívat i ochlazovat, inkoust při zahřívání nesmí změnit své vlastnosti (barvu, ...).

### Piezoelektrické inkoustové tiskárny
Tisková hlava v tiskárně pracuje s piezoelektrickými krystaly, což jsou destičky schopné měnit svůj objem (tvar) vlivem elektrického napětí. Trysky jsou uloženy v komůrkách z piezoelektrických krystalů. Tyto komůrky jsou roztahovány a zužovány a tryska podle toho vystřikuje inkoust.

### Voskové inkoustové tiskárny
Způsob tisku se podobá tisku termální inkoustové tiskárny, rozdíl je však v inkoustu. Ve voskových inkoustových tiskárnách je místo tekutého inkoustu užíván speciální vosk (bývá také nazýván tuhý inkoust). Tiskárny se liší i tím, že dokáží namíchat potřebnou barvu bodu i bez nutnosti překrývání rastrů. Tisk je kvalitnější a také podání barev je živější.
Setkat se můžete také s tzv. tankovými tiskárnami. Jedná se v podstatě o klasické inkoustové tiskárny, které ale místo kazet používají nádržky s barvou (jedná se o tzv. systém průběžného doplňování inkoustu). Jejich hlavní výhodou je výrazně levnější tisk - až 0,05 Kč za černobílou stránku a 0,10 Kč za stránku barevnou. Nádržky na inkoust mívají běžně objem 70 ml, což odpovídá vytištění 6000 až 7000 stran A4 (při pokrytí 5 %).

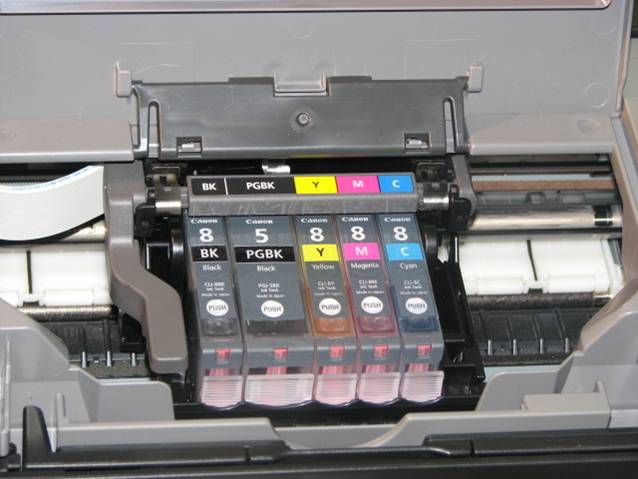
Inkoustové cartridge v tiskárně Canon

## Inkoust
Pro barevný tisk je nutný systém barev schopný namíchat ostatní odstíny a barvy. Nejčastěji se používá systém CMYK – z angličtiny azurová (cyan), purpurová (magenta), žlutá (yellow) a černá (black). Někdy je v systému ještě jedna cartridge s černým inkoustem zvlášť pro tisk stínu a různých odstínů černé a šedé na fotografiích. Dalším barevným systémem, který se používá, a to především v některých inkoustových tiskárnách, bývá CMYKcm – zde je ještě navíc světlejší varianta azurové a purpurové.

### Druhy inkoustu
- Homogenní inkoust je ředěný vodou, což mu umožňuje prosáknout do papíru. Potisk je tak odolnější proti vnějším vlivům.
- Pigmentový inkoust obsahuje nerozpustné částice, které zůstávají na povrchu papíru. Tento typ inkoustu je nejvhodnější pro tisk textu, neboť vytváří ostré hrany.

## Výhody
- klidnější provoz
- jemnější tisk
- kvalitní fotografický tisk
- černobílý i barevný tisk
- hladší detaily
- relativně nízká pořizovací cena

## Nevýhody
- Inkoust je často velmi drahý, cena originálních náplní může atakovat pořizovací cenu celé tiskárny.
- Z trysek cartridgí inkoust často bez užitku pomalu vytéká na dno tiskárny, kde zčásti zasychá a tvoří krápníky, a na tryskách zasychá a ucpává je.
- Z výše uvedených důvodů nevhodné pro sporadický tisk - tisk se jalovými ztrátami inkoustu a často také nutností pročistit ucpané trysky značně prodražuje.
- Tisk je oproti laserovému nebo LED pomalý - nevhodné u vícestránkového tisku.
- Inkoustový potisk je rozpustný ve vodě, a proto je třeba chránit dokumenty před každou kapkou.
- Životnost inkoustů je časově omezená – časem vyblednou.

## Hlavní světoví výrobci
- Canon
- Hewlett-Packard
- Epson
- Lexmark
- Xerox
- Brother